# Soyouz TMA-12M
Soyouz TMA-12M est une mission spatiale lancée le 25 mars 2014 à 21:17 GMT depuis le Cosmodrome de Baikonour. Elle a transporté trois membres de l'Expédition 39 vers la station spatiale internationale. Il s'agit du 122e vol d'un vaisseau Soyouz depuis le premier en 1967.
À la suite d'un problème lors de la troisième manœuvre de rendez-vous, le vaisseau n'a pas pu rejoindre la station spatiale internationale en six heures comme prévu initialement. Au lieu de la procédure courte, le vaisseau a suivi la procédure qui était en vigueur jusque mars 2013, et qui consiste à rejoindre la station spatiale en 48 heures (34 orbites). L'arrimage s'est déroulé avec succès le 27 mars à 23:53 GMT.

## Équipage
- Commandant : Alexander Alexandrovitch Skvortsov  (2),  Russie
- Ingénieur de vol 1 : Oleg Artemiev (1),  Russie
- Ingénieur de vol 2 : Steven Swanson (3),  États-Unis

## Équipage de remplacement
- Commandant : Aleksandr Samokoutiaïev (1),  Russie
- Ingénieur de vol 1 : Yelena Serova (0),  Russie
- Ingénieur de vol 2 :  Barry Wilmore (1),  États-Unis

Le chiffre entre parenthèses indique le nombre de vols spatiaux effectués par l'astronaute, Soyouz TMA-12M inclus.